# Résolution 2139 du Conseil de sécurité des Nations unies
Membres permanents
- Chine
- États-Unis
- France
- Royaume-Uni
- Russie

Membres non permanents
- Argentine
- Australie
- Chili
- Corée du Sud
- Jordanie
- Lituanie
- Luxembourg
- Nigéria
- Rwanda
- Tchad

Résolution no 2138 Résolution no 2140
La résolution 2139 du Conseil de sécurité des Nations unies est adoptée à l'unanimité par le Conseil le 22 février 2014 et appelle toutes les parties à la guerre civile syrienne à permettre le libre accès à l'aide humanitaire.
Il est complété le 14 juillet 2014 par la résolution 2165 du Conseil de sécurité des Nations unies autorisant un accès humanitaire direct à travers quatre points de passage frontaliers non contrôlés par le gouvernement syrien.